# Kaluđerica (Petrovo)
Pour l’article homonyme, voir Kaluđerica.
Kaluđerica (en serbe cyrillique : Какмуж) est un village de Bosnie-Herzégovine. Il est situé dans la municipalité de Petrovo et dans la république serbe de Bosnie. Selon les premiers résultats du recensement bosnien de 2013, il compte 109 habitants.
Sur le territoire du village se trouve le monastère d'Ozren.